# Aeroportul Municipal Chickasaw
Aeroportul Municipal Chickasaw (IATA: CHK, ICAO: KCHK, FAA LID: CHK) este un aeroport din Oklahoma, Statele Unite ale Americii ce deservește zona Chickasha⁠(d). A fost numit după zona deservită.
Situat la o altitudine de 351 m, aeroportul dispune de 3 piste.

## Infrastructură

### Piste
Aeroportul dispune de 3 piste: 
- pista 01/19 din Iarbă, cu dimensiunile 2.840 picioare × 145 picioare
- pista 02/20 din Iarbă, cu dimensiunile 2.525 picioare × 100 picioare
- pista 18/36 din beton, cu dimensiunile 5.101 picioare × 100 picioare